# Die Kraniche des Ibykus

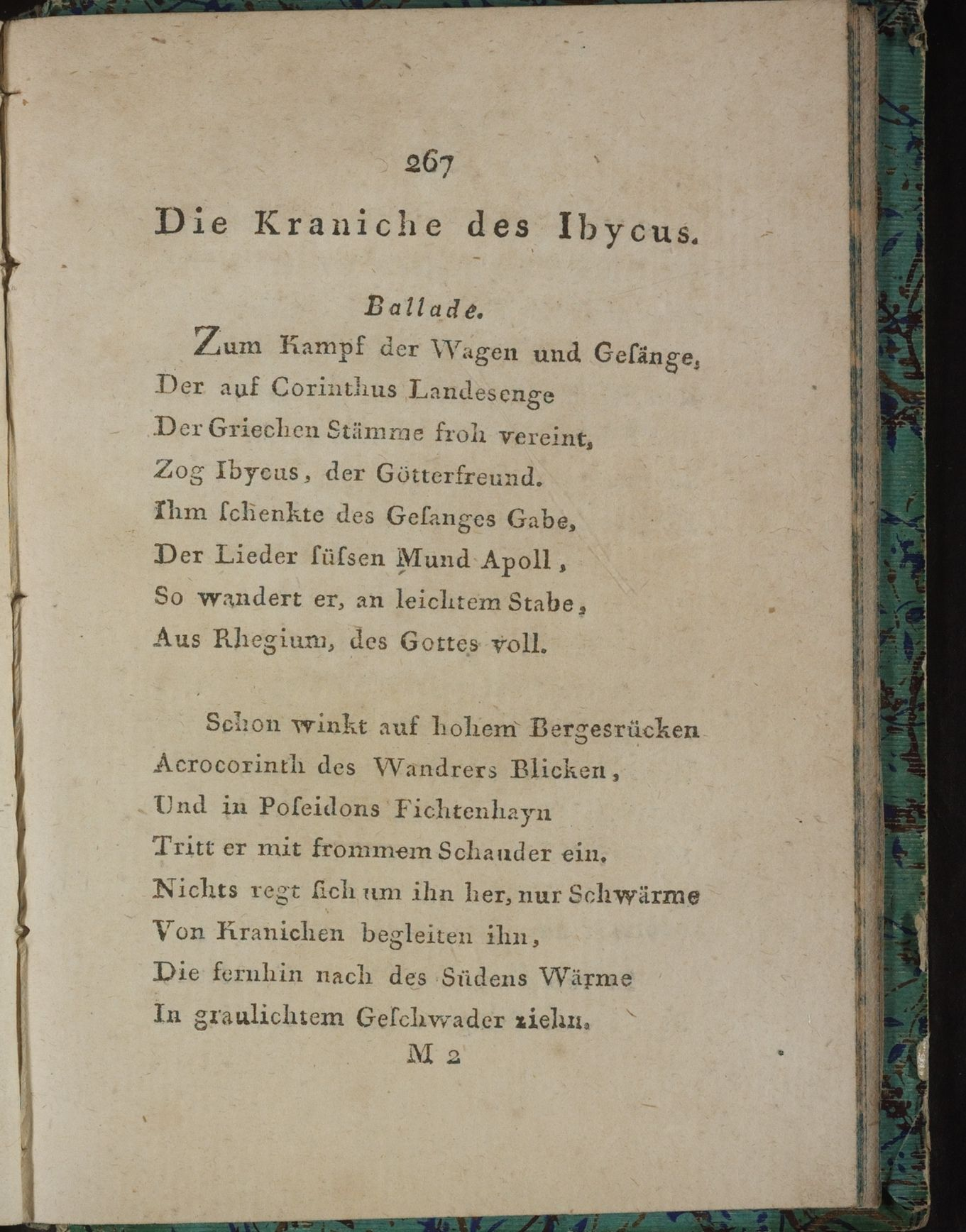
Musen-Almanach für das Jahr 1798

Die Kraniche des Ibykus ist eine Ballade von Friedrich Schiller aus dem Jahr 1797. Sie wurde erstmals in Schillers Musen-Almanach für das Jahr 1798 veröffentlicht.

## Inhalt
Auf seinem Weg zu den Isthmischen Spielen in Korinth wird der Dichter Ibykos von zwei Mördern erschlagen. Mit letztem Atem ruft er Kraniche, die in diesem Moment vorüberfliegen, als Zeugen des Verbrechens an. Nachdem sein nackter Leichnam gefunden und identifiziert ist, versammelt sich eine große Menschenmenge im Schmerz um den toten Dichter im Theater. Der Chor trägt einen markerschütternden Rachegesang der Erinnyen vor, der dem Mörder unversöhnliche, auch im Tod nicht endende Verfolgung ankündigt und im Publikum „Stille wie des Todes Schweigen“ auslöst. In diese schallt von den höchsten Stufen des Theaters, während ein „Kranichheer“ den Himmel verfinstert, eine Stimme: „Sieh da! Sieh da, Timotheus, Die Kraniche des Ibykus!“ Das ganze Auditorium erkennt die Mörder auf einen Schlag:
Man reißt und schleppt sie vor den Richter,

Die Scene wird zum Tribunal,

Und es gestehn die Bösewichter,

Getroffen von der Rache Strahl.

## Analyse
Als Ballade enthält das Gedicht Elemente aller drei Grundformen des Poetischen:
Lyrische Elemente
- Form: 23 Strophen zu je 8 Versen: 2 Paar- und 2 Kreuzreime.
- Metrum: jambischer Vierheber
- Inhaltlich: Gesang der Erinnyen

Epische Elemente
- Episches Präteritum (Teile der 1. Strophe)
- Historisches Präsens
- Erzählte Handlung
- Erzähler: allwissender Er-Erzähler

Dramatische Elemente
- Inhaltlich: Auftritt der Erinnyen, die Szene wird zum Tribunal
- Wörtliche Rede
- Dramatisches Präsens (zugleich auch Historisches Präsens)

Schiller macht hier die Wirkung der Künste im gesellschaftspolitischen Bereich zum Thema. Er begreift das Theater als „Moralische Anstalt“, die große pädagogische Auswirkungen haben kann. In dieser Ballade zeigt er die Wirkung einer Aufführung im griechischen Theater: „… Besinnungsraubend, herzbetörend | Schallt der Erinnyen Gesang, | Er schallt, des Hörers Mark verzehrend …“ Folge dieser Aufführung ist, dass einer der Täter sich und seinen Komplizen entlarvt, damit die irdische Gerechtigkeit tätig werden kann.

## Trivia
„Und immer noch halte ich für die schönste deutsche Ballade jene, die vom Ibykus, dem Götterfreund, erzählt.“